# فهرست جایزه‌ها و نامزدی‌های جانی دپ
این مقاله به جایزه‌های سینمایی که بازیگر آمریکایی جانی دپ دریافت کرده یا نامزد دریافت آن‌ها شده‌است می‌پردازد.
| جایزهٔ اسکار | جایزهٔ اسکار                           | جایزهٔ اسکار                              | جایزهٔ اسکار | جایزهٔ اسکار |
| ----------- | ------------------------------------- | ---------------------------------------- | ----------- | ----------- |
| سال         | جایزه                                 | فیلم                                     | نتیجه       |             |
| ۲۰۰۸        | جایزهٔ اسکار بهترین بازیگر نقش اول مرد | سوئینی تاد                               | نامزدشده    |             |
| ۲۰۰۵        | جایزهٔ اسکار بهترین بازیگر نقش اول مرد | در جستجوی سرزمین رویایی                  | نامزدشده    |             |
| ۲۰۰۴        | جایزهٔ اسکار بهترین بازیگر نقش اول مرد | دزدان دریایی کارائیب: نفرین مروارید سیاه | نامزدشده    |             |

| جایزهٔ بفتا | جایزهٔ بفتا                           | جایزهٔ بفتا                               | جایزهٔ بفتا | جایزهٔ بفتا |
| ---------- | ------------------------------------ | ---------------------------------------- | ---------- | ---------- |
| سال        | جایزه                                | فیلم                                     | نتیجه      |            |
| ۲۰۰۵       | جایزهٔ بفتا بهترین بازیگر نقش اول مرد | در جستجوی سرزمین رویایی                  | نامزدشده   |            |
| ۲۰۰۴       | جایزهٔ بفتا بهترین بازیگر نقش اول مرد | دزدان دریایی کارائیب: نفرین مروارید سیاه | نامزدشده   |            |

| جایزهٔ گلدن گلوب | جایزهٔ گلدن گلوب                                        | جایزهٔ گلدن گلوب                          | جایزهٔ گلدن گلوب | جایزهٔ گلدن گلوب |
| --------------- | ------------------------------------------------------ | ---------------------------------------- | --------------- | --------------- |
| سال             | جایزه                                                  | فیلم                                     | نتیجه           |                 |
| ۲۰۱۱            | جایزهٔ گلدن گلوب بهترین بازیگر مرد فیلم موزیکال یا کمدی | آلیس در سرزمین عجایب                     | نامزدشده        |                 |
| ۲۰۱۱            | جایزهٔ گلدن گلوب بهترین بازیگر مرد فیلم موزیکال یا کمدی | توریست                                   | نامزدشده        |                 |
| ۲۰۰۸            | جایزهٔ گلدن گلوب بهترین بازیگر مرد فیلم موزیکال یا کمدی | سوئینی تاد                               | برنده           |                 |
| ۲۰۰۷            | جایزهٔ گلدن گلوب بهترین بازیگر مرد فیلم موزیکال یا کمدی | دزدان دریایی کارائیب: صندوق مرد مرده     | نامزدشده        |                 |
| ۲۰۰۶            | جایزهٔ گلدن گلوب بهترین بازیگر مرد فیلم موزیکال یا کمدی | چارلی و کارخانهٔ شکلات‌سازی                | نامزدشده        |                 |
| ۲۰۰۵            | جایزهٔ گلدن گلوب بهترین بازیگر مرد فیلم درام            | در جستجوی سرزمین رویایی                  | نامزدشده        |                 |
| ۲۰۰۴            | جایزهٔ گلدن گلوب بهترین بازیگر مرد فیلم موزیکال یا کمدی | دزدان دریایی کارائیب: نفرین مروارید سیاه | نامزدشده        |                 |
| ۱۹۹۵            | جایزهٔ گلدن گلوب بهترین بازیگر مرد فیلم موزیکال یا کمدی | اد وود                                   | نامزدشده        |                 |
| ۱۹۹۴            | جایزهٔ گلدن گلوب بهترین بازیگر مرد فیلم موزیکال یا کمدی | بنی و جون                                | نامزدشده        |                 |
| ۱۹۹۱            | جایزهٔ گلدن گلوب بهترین بازیگر مرد فیلم موزیکال یا کمدی | ادوارد دست‌قیچی                           | نامزدشده        |                 |

| جایزهٔ انجمن بازیگران نمایش | جایزهٔ انجمن بازیگران نمایش                                             | جایزهٔ انجمن بازیگران نمایش               | جایزهٔ انجمن بازیگران نمایش | جایزهٔ انجمن بازیگران نمایش |
| -------------------------- | ---------------------------------------------------------------------- | ---------------------------------------- | -------------------------- | -------------------------- |
| سال                        | جایزه                                                                  | فیلم                                     | نتیجه                      |                            |
| ۲۰۰۵                       | جایزهٔ انجمن بازیگران نمایش برای نقش آفرینی درخشان                      | در جستجوی سرزمین رویایی                  | نامزدشده                   |                            |
| ۲۰۰۴                       | جایزهٔ انجمن بازیگران نمایش /بازیگر مرد نقش اصلی برای نقش آفرینی درخشان | دزدان دریایی کارائیب: نفرین مروارید سیاه | برنده                      |                            |
| ۲۰۰۱                       | جایزهٔ انجمن بازیگران نمایش برای نقش آفرینی درخشان                      | شکلات                                    | نامزدشده                   |                            |

| جایزهٔ سینمایی ام‌تی‌وی | جایزهٔ سینمایی ام‌تی‌وی | جایزهٔ سینمایی ام‌تی‌وی | جایزهٔ سینمایی ام‌تی‌وی                     | جایزهٔ سینمایی ام‌تی‌وی | جایزهٔ سینمایی ام‌تی‌وی         |
| -------------------- | -------------------- | -------------------- | ---------------------------------------- | -------------------- | ---------------------------- |
| سال                  | جایزه                | بخش                  | فیلم                                     | نتیجه                | توضیحات                      |
| ۲۰۰۸                 | جایزهٔ فیلم ام‌تی‌وی    | بهترین نقش کمدی      | دزدان دریایی کارائیب: پایان جهان         | برنده                |                              |
| ۲۰۰۸                 | جایزهٔ فیلم ام‌تی‌وی    | بهترین نقش منفی      | سوئینی تاد: آرایشگر شیطانی خیابان فلیت   | برنده                |                              |
| ۲۰۰۷                 | جایزهٔ فیلم ام‌تی‌وی    | بهترین بازی          | دزدان دریایی کارائیب: صندوق مرد مرده     | برنده                |                              |
| ۲۰۰۴                 | جایزهٔ فیلم ام‌تی‌وی    | بهترین بازیگر مرد    | دزدان دریایی کارائیب: نفرین مروارید سیاه | برنده                |                              |
| ۲۰۰۴                 | جایزهٔ فیلم ام‌تی‌وی    | بهترین تقش کمدی      | دزدان دریایی کارائیب: نفرین مروارید سیاه | نامزدشده             |                              |
| ۲۰۰۴                 | جایزهٔ فیلم ام‌تی‌وی    | بهترین تیم           | دزدان دریایی کارائیب: نفرین مروارید سیاه | نامزدشده             | به همراه اورلاندو بلوم       |
| ۱۹۹۴                 | جایزهٔ فیلم ام‌تی‌وی    | بهترین نقش کمدی      | بنی و جون                                | نامزدشده             |                              |
| ۱۹۹۴                 | جایزهٔ فیلم ام‌تی‌وی    | بهترین اجرای دو نفری | بنی و جون                                | نامزدشده             | به همراه مری استوارت مسترسون |

| جایزهٔ برگزیده مردم | جایزهٔ برگزیده مردم | جایزهٔ برگزیده مردم                                 | جایزهٔ برگزیده مردم                       | جایزهٔ برگزیده مردم | جایزهٔ برگزیده مردم       |
| ------------------ | ------------------ | -------------------------------------------------- | ---------------------------------------- | ------------------ | ------------------------ |
| سال                | جایزه              | بخش                                                | فیلم                                     | نتیجه              | توضیحات                  |
| ۲۰۱۲               | جایزهٔ برگزیده مردم | صداپیشه انیمیشن محبوب                              | رنگو                                     | برنده              |                          |
| ۲۰۰۷               | جایزهٔ برگزیده مردم | ستارهٔ مرد محبوب                                    | دزدان دریایی کارائیب: صندوق مرد مرده     | برنده              |                          |
| ۲۰۰۷               | جایزهٔ برگزیده مردم | ستارهٔ مرد محبوب                                    | دزدان دریایی کارائیب: صندوق مرد مرده     | برنده              |                          |
| ۲۰۰۷               | جایزهٔ برگزیده مردم | ستارهٔ اکشن مرد محبوب و ستاره مرد محبوب و زوج محبوب | دزدان دریایی کارائیب: صندوق مرد مرده     | برنده              | زوج محبوب با کیرا نایتلی |
| ۲۰۰۵               | جایزهٔ برگزیده مردم | ستارهٔ مرد محبوب                                    | در جستجوی سرزمین رویایی                  | نامزدشده           |                          |
| ۲۰۰۵               | جایزهٔ برگزیده مردم | بهترین ترکیب                                       | در جستجوی سرزمین رویایی                  | نامزدشده           | به همراه کیت وینسلت      |
| ۲۰۰۴               | جایزهٔ برگزیده مردم | بازیگر مرد محبوب                                   | دزدان دریایی کارائیب: نفرین مروارید سیاه | نامزدشده           |                          |

| جایزهٔ آکادمی فیلم‌های علمی –تخیلی، فانتزی و ترسناک آمریکا | جایزهٔ آکادمی فیلم‌های علمی –تخیلی، فانتزی و ترسناک آمریکا | جایزهٔ آکادمی فیلم‌های علمی –تخیلی، فانتزی و ترسناک آمریکا | جایزهٔ آکادمی فیلم‌های علمی –تخیلی، فانتزی و ترسناک آمریکا | جایزهٔ آکادمی فیلم‌های علمی –تخیلی، فانتزی و ترسناک آمریکا |
| -------------------------------------------------------- | -------------------------------------------------------- | -------------------------------------------------------- | -------------------------------------------------------- | -------------------------------------------------------- |
| سال                                                      | جایزه                                                    | بخش                                                      | فیلم                                                     | نتیجه                                                    |
| ۲۰۰۸                                                     | جایزهٔ ساترن                                              | بهترین بازیگر مرد                                        | سوئینی تاد                                               | نامزدشده                                                 |
| ۲۰۰۵                                                     | جایزهٔ ساترن                                              | بهترین بازیگر مرد                                        | در جستجوی سرزمین رویایی                                  | نامزدشده                                                 |
| ۲۰۰۴                                                     | جایزهٔ ساترن                                              | بهترین بازیگر مرد                                        | دزدان دریایی کارائیب: نفرین مروارید سیاه                 | نامزدشده                                                 |
| ۲۰۰۲                                                     | جایزهٔ ساترن                                              | بهترین بازیگر مرد                                        | جهنمی                                                    | نامزدشده                                                 |
| ۲۰۰۰                                                     | جایزهٔ ساترن                                              | بهترین بازیگر مرد                                        | اسلیپی هالو                                              | نامزدشده                                                 |

| جایزهٔ انجمن منتقدان پخش‌کنندهٔ فیلم | جایزهٔ انجمن منتقدان پخش‌کنندهٔ فیلم | جایزهٔ انجمن منتقدان پخش‌کنندهٔ فیلم | جایزهٔ انجمن منتقدان پخش‌کنندهٔ فیلم        | جایزهٔ انجمن منتقدان پخش‌کنندهٔ فیلم |
| --------------------------------- | --------------------------------- | --------------------------------- | ---------------------------------------- | --------------------------------- |
| سال                               | جایزه                             | بخش                               | فیلم                                     | نتیجه                             |
| ۲۰۰۸                              | جایزهٔ برگزیده منتقدین             | بهترین بازیگر                     | سوئیینی تاد                              | نامزدشده                          |
| ۲۰۰۵                              | جایزهٔ برگزیده منتقدین             | بهترین بازیگر                     | در جستجوی سرزمین رویایی                  | نامزدشده                          |
| ۲۰۰۴                              | جایزهٔ برگزیده منتقدین             | بهترین بازیگر                     | دزدان دریایی کارائیب: نفرین مروارید سیاه | نامزدشده                          |

| جایزهٔ امپایر | جایزهٔ امپایر | جایزهٔ امپایر  | جایزهٔ امپایر                             | جایزهٔ امپایر |
| ------------ | ------------ | ------------- | ---------------------------------------- | ------------ |
| سال          | جایزه        | بخش           | فیلم                                     | نتیجه        |
| ۲۰۰۹         | جایزهٔ امپایر | بهترین بازیگر | سوئینی تاد                               | نامزدشده     |
| ۲۰۰۶         | جایزهٔ امپایر | بهترین بازیگر | چارلی و کارخانه شکلات سازی               | برنده        |
| ۲۰۰۵         | جایزهٔ امپایر | بهترین بازیگر | در جستحوی سرزمین رویایی                  | نامزدشده     |
| ۲۰۰۴         | جایزهٔ امپایر | بهترین بازیگر | دزدان دریایی کارائیب: نفرین مروارید سیاه | برنده        |

| جایزهٔ انجمن منتقدان فیلم لندن | جایزهٔ انجمن منتقدان فیلم لندن | جایزهٔ انجمن منتقدان فیلم لندن | جایزهٔ انجمن منتقدان فیلم لندن | جایزهٔ انجمن منتقدان فیلم لندن |
| ----------------------------- | ----------------------------- | ----------------------------- | ----------------------------- | ----------------------------- |
| سال                           | جایزه                         | بخش                           | فیلم                          | نتیجه                         |
| ۱۹۹۶                          | جایزهٔ ALFS                    | بازیگر سال                    | اد وود                        | برنده                         |
| ۱۹۹۶                          | جایزهٔ ALFS                    | بازیگر سال                    | دون خوان دی‌مارکو              | برنده                         |

| جایزهٔ ستلایت | جایزهٔ ستلایت       | جایزهٔ ستلایت                         | جایزهٔ ستلایت                             | جایزهٔ ستلایت |
| ------------ | ------------------ | ------------------------------------ | ---------------------------------------- | ------------ |
| سال          | جایزه              | بخش                                  | فیلم                                     | نتیجه        |
| ۲۰۱۰         | جایزهٔ ستلایت       | بهترین بازیگر مرد فیلم درام          | دشمنان مردم                              | نامزدشده     |
| ۲۰۰۶         | جایزهٔ ستلایت طلایی | بازیگر برگزیده فیلم درام/ماجراجویی   | دزدان دریایی کارائیب: صندوق مرد مرده     | برنده        |
| ۲۰۰۵         | جایزهٔ ستلایت طلایی | بهترین بازیگر مرد فیلم درام          | در جستجوی سرزمین رویایی                  | نامزدشده     |
| ۲۰۰۴         | جایزهٔ ستلایت طلایی | بهترین بازیگر مرد فیلم کمدی /موزیکال | دزدان دریایی کارائیب: نفرین مروارید سیاه | نامزدشده     |
| ۲۰۰۴         | جایزهٔ ستلایت طلایی | بهترین بازیگر مرد فیلم کمدی /موزیکال | روزی روزگاری در مکزیکو                   | نامزدشده     |
| ۲۰۰۰         | جایزهٔ ستلایت طلایی | بهترین بازیگر مرد فیلم کمدی /موزیکال | اسلیپی هالو                              | نامزدشده     |

| جایزهٔ برگزیده کودکان نیکلودین | جایزهٔ برگزیده کودکان نیکلودین | جایزهٔ برگزیده کودکان نیکلودین | جایزهٔ برگزیده کودکان نیکلودین                | جایزهٔ برگزیده کودکان نیکلودین |
| ----------------------------- | ----------------------------- | ----------------------------- | -------------------------------------------- | ----------------------------- |
| سال                           | جایزه                         | بخش                           | فیلم                                         | نتیجه                         |
| ۲۰۱۳                          | جایزهٔ بلیمپ                   | بازیگر مرد محبوب              | سایه‌های سیاه                                 | برنده                         |
| ۲۰۱۲                          | جایزهٔ بلیمپ                   | بازیگر مرد محبوب              | دزدان دریایی کارائیب: سوار بر امواج ناشناخته | نامزدشده                      |
| ۲۰۱۲                          | جایزهٔ بلیمپ                   | صدای محبوب انیمیشن            | رنگو                                         | نامزدشده                      |
| ۲۰۱۱                          | جایزهٔ بلیمپ                   | بازیگر مرد محبوب              | آلیس در سرزمین عجایب                         | برنده                         |
| ۲۰۰۸                          | جایزهٔ بلیمپ                   | ستاره مرد محبوب               | دزدان دریایی کارائیب: پایان جهان             | برنده                         |
| ۲۰۰۷                          | جایزهٔ بلیمپ                   | ستاره مرد محبوب               | دزدان دریایی کارائیب: صندوق مرد مرده         | نامزدشده                      |
| ۲۰۰۶                          | جایزهٔ بلیمپ                   | صدای محبوب انیمیشن            | عروس مرده                                    | نامزدشده                      |

| جایزهٔ فیلم و تلویزیون ایرلندی | جایزهٔ فیلم و تلویزیون ایرلندی | جایزهٔ فیلم و تلویزیون ایرلندی | جایزهٔ فیلم و تلویزیون ایرلندی            | جایزهٔ فیلم و تلویزیون ایرلندی |
| ----------------------------- | ----------------------------- | ----------------------------- | ---------------------------------------- | ----------------------------- |
| سال                           | جایزه                         | بخش                           | فیلم                                     | نتیجه                         |
| ۲۰۰۵                          | جایزهٔ مخاطب                   | بهترین بازیگر بین‌المللی       | چارلی و کارخانهٔ شکلات سازی               | نامزدشده                      |
| ۲۰۰۴                          | جایزهٔ مخاطب                   | بهترین بازیگر بین‌المللی       | دزدان دریایی کارائیب: نفرین مروارید سیاه | برنده                         |

| جایزهٔ ملی فیلم انگلیس | جایزهٔ ملی فیلم انگلیس | جایزهٔ ملی فیلم انگلیس | جایزهٔ ملی فیلم انگلیس                  | جایزهٔ ملی فیلم انگلیس |
| --------------------- | --------------------- | --------------------- | -------------------------------------- | --------------------- |
| سال                   | جایزه                 | بخش                   | فیلم                                   | نتیجه                 |
| ۲۰۰۸                  | جایزهٔ فیلم ملی        | بهترین بازیگر مرد     | سوئینی تاد: آرایشگر شیطانی خیابان فلیت | برنده                 |
| ۲۰۰۷                  | جایزهٔ فیلم ملی        | بهترین بازیگر مرد     | دزدان دریایی کارائیب: پایان جهان       | نامزدشده              |

| جایزهٔ رمبراند | جایزهٔ رمبراند | جایزهٔ رمبراند           | جایزهٔ رمبراند                        | جایزهٔ رمبراند |
| ------------- | ------------- | ----------------------- | ------------------------------------ | ------------- |
| سال           | جایزه         | بخش                     | فیلم                                 | نتیجه         |
| ۲۰۱۱          | جایزهٔ رمبراند | بهترین بازیگر بین‌المللی | آلیس در سرزمین عجایب                 | برنده         |
| ۲۰۰۸          | جایزهٔ رمبراند | بهترین بازیگر بین‌المللی | دزدان دریایی کارائیب: پایان جهان     | برنده         |
| ۲۰۰۷          | جایزهٔ رمبراند | بهترین بازیگر بین‌المللی | دزدان دریایی کارائیب: صندوق مرد مرده | برنده         |

| جوایز برگزیده نوجوانان | جوایز برگزیده نوجوانان                             | جوایز برگزیده نوجوانان                      | جوایز برگزیده نوجوانان | جوایز برگزیده نوجوانان |
| ---------------------- | -------------------------------------------------- | ------------------------------------------- | ---------------------- | ---------------------- |
| سال                    | جایزه                                              | فیلم                                        | نتیجه                  | توضیحات                |
| ۲۰۱۱                   | جایزهٔ بهترین بازیگر مرد اکشن                       | توریست                                      | برنده                  |                        |
| ۲۰۱۱                   | جایزهٔ بهترین بازیگر مرد در ژانر تخیلی              | دزدان دریایی کارائیب:سوار بر امواج ناشناخته | نامزدشده               |                        |
| ۲۰۱۱                   | جایزهٔ بهترین صداپیشه انیمیشن                       | رنگو                                        | برنده                  |                        |
| ۲۰۱۰                   | جایزهٔ بهترین بازیگر مرد در ژانر تخیلی              | آلیس در سرزمین عجایب                        | نامزدشده               |                        |
| ۲۰۰۹                   | جایزهٔ بهترین ستاره فیلم تابستان                    | دشمنان مردم                                 | نامزدشده               |                        |
| ۲۰۰۸                   | جایزهٔ بهترین نقش منفی                              | سوئینی تاد                                  | برنده                  |                        |
| ۲۰۰۸                   | جایزهٔ بهترین بازیگر مرد بهترین فیلم ماجراجویی اکشن | دزدان دریایی کارائیب: پایان جهان            | برنده                  |                        |
| ۲۰۰۶                   | جایزهٔ بهترین بازیگر کمدی                           | چارلی و کارخانهٔ شکلات‌سازی                   | برنده                  |                        |
| ۲۰۰۵                   | جایزهٔ بهترین بازیگر مرد در ژانر درام               | در جستجوی سرزمین رویایی                     | نامزدشده               |                        |
| ۲۰۰۴                   | جایزهٔ بهترین جنگیدن                                | دزدان دریایی کارائیب: نفرین مروارید سیاه    | برنده                  | همراه با اورلاندو بلوم |
| ۲۰۰۴                   | جایزهٔ بهترین دروغگو                                | دزدان دریایی کارائیب: نفرین مروارید سیاه    | برنده                  |                        |

| دیگر جوایز | دیگر جوایز                 | دیگر جوایز               | دیگر جوایز                               | دیگر جوایز |
| ---------- | -------------------------- | ------------------------ | ---------------------------------------- | ---------- |
| سال        | جایزه                      | بخش                      | فیلم                                     | نتیجه      |
| ۱۹۹۹       | پیاده‌روی مشاهیر هالیوود    | ستاره                    |                                          | برنده      |
| ۲۰۰۰       | جایزهٔ سرگرمی‌های بلاکباستر  | بازیگر محبوب فیلم ترسناک | اسلیپی هالو                              | برنده      |
| ۲۰۰۴       | جوایز سینمایی ام‌تی‌وی مکزیک | بهترین نگاه              | دزدان دریایی کارائیب: نفرین مروارید سیاه | برنده      |